# Katedralna škola
Prve katedralne škole osnovane su u ranom srednjem vijeku kao središta naprednoga obrazovanja, a mnoge od njih su se kasnije razvile u srednjovjekovna sveučilišta. Tijekom čitavoga srednjeg vijeka i kasnije bile su komplementarne monastičkim školama. Neke od ovih ranih katedralnih škola nastavljaju svoj rad i danas.

## Rane škole
Za vrijeme kasnoga Rimskog Carstva rimski je municipalni sustav obrazovanja postupno propadao, a kako bi osigurali crkvi dovoljno školovanog klera, biskupi su započeli osnivanje vlastitih škola vezanih za katedrale u kojima su služili. Najraniji zapis postojanja tako osnovane škole nalazi se u vizigotskoj Španjolskoj za vrijeme Drugoga sabora u Toledu 527. godine. Ove rane škole koje su davale naglasak na religiozni nauk pod vodstvom lokalnih biskupa tijekom 6. i 7. stoljeća pojavile su se i u drugim dijelovima Španjolske i u otprilike dvadesetak gradova u Galiji.
Tijekom i nakon misije Augustina od Canterburyja zajedno s osnivanjem novih dijeceza pojavljuju se i katedralne škole diljem južne Britanije, najznačajnije od kojih su one u Canterburyju 597., Rochesteru 604. i Yorku 627. Ova skupina škola spada u najstarije škole na svijetu u stalnoj funkciji. Značajna funkcija katedralnih škola bila je i obrazovanje dječaka za pjevanje u crkvenim zborovima i mnoge od njih i danas imaju istu ulogu.
Franački kralj i kasnije car Karlo Veliki vrlo je brzo prepoznao važnost obrazovanja klera i u manjoj mjeri i plemstva, te je u pokušaju preokretanja silazeće tradicije izdao niz dekreta o potrebi obrazovanja u manastirima i katedralama. Godine 789., njegov dekret Admonitio Generalis nalaže da se škole moraju osnovati u svakom manastiru i biskupiji, u kojoj "djeca mogu naučiti čitati i gdje se naučavaju psalmi, pisanje, pjevanje, računanje i gramatika." Kasniji dokumenti, poput pisma De litteris colendis, nalaže da biskupi imaju dužnost izabrati učitelje koji imaju "volju i vještinu učenja i želju naučavanja drugih", a dekret Sabora u Frankfurtu (794.) preporuča da se biskupi pobrinu za obrazovanje svojeg klera.
Kasnije su se katedralne škole osnovale u svim velikim europskim gradovima poput Chartresa, Orleansa, Pariza, Laona, Reimsa ili Rouena u Francuskoj, te Utrechta, Liegea, Kolna, Metza, Speyera, Würzburga, Bamberga, Magdeburga, Hildesheima i Freisinga u Njemačkoj. Na temelju prethodnih tradicija ove su katedralne škole uglavnom obrazovale buduće svećenike i školovale pismene upravitelje za sve složenije poslove na dvoru za vrijeme renesanse 12. stoljeća. Škola u Speyeru se afirmirala kao središte obrazovanja budućih diplomata Svetoga Rimskog Carstva. Dvor Henrika I. bio je usko povezan s katedralnom školom u Laonu, a on sam bio je jedan od primjera prvih pismenih kraljeva Europe.

### Razvoj i karakteristike
Katedralne škole uglavnom su se orijentirale na akademsko blagostanje djece plemstva. Pošto su katedralne škole imale ulogu obrazovanja za buduću karijeru unutar crkve, djevojke nisu imale mogućnost njihovog pohađanja. S vremenom su se mnogi dječaci željeli upisati premda nisu imali ambiciju nastaviti karijeru unutar crkve. Povećani su zahtjevi za obrazovanjem ljudi u segmentima vladavine državom, diplomacije i neduhovnih crkvenih poslova. Neke su škole prihvaćale manje od stotinu studenata. Učenici su se morali iskazati znatnom inteligencijom i morali su biti sposobni savladati zahtjevno akademsko gradivo. Uzevši u obzir da su knjige u ono doba bile izuzetno skupe, studenti su morali usvojiti sposobnost pamćenja učiteljevih predavanja. Katedralne škole u ono doba bile su uglavnom podijeljene u dvije grupe ovisno o dobi učenika: schola minor bila je namijenjena mlađim studentima i kasnije je postala osnovna škola, dok je schola major bila namijenjena starijim studentima i kasnije se razvila u srednju školu.
Predmeti koji su se izučavali u katedralnim školama bili su mnogobrojni, od književnosti do matematike. Ovi su se predmeti nazivali sedam slobodnih vještina: gramatika, astronomija, retorika (govorništvo), logika, aritmetika, geometrija i glazba. Na predavanjima gramatike učenici su podučavani čitanju, pisanju i razumijevanju latinskoga jezika, univerzalnog jezika Europe onoga doba. Astronomija je bila potrebna za izračunavanje vremena i nadnevaka. Retorika je bila važna komponenta glasovnog obrazovanja. Logika se sastojala od otkrivanja umjetnosti rješavanja matematičkih problema, a aritmetika je davala osnove za razmišljanje o količinama. Učenici su čitali priče i pjesme na latinskome jeziku slavnih autora kao što su Ciceron ili Vergilije. Slično kao i u današnje vrijeme, katedralne škole dijelile su se u niže (osnovne) i više škole s različitim kurikulima. Kurikul niže škole obuhvaćao je čitanje, pisanje i pjevanje psalma, dok su kurikuli viših škola sadržavali tzv. trivijum (gramatika, retorika i dijalektika), ostale slobodne vještine i izučavanje svetih spisa, te pastoralnu teologiju.

## Vanjske poveznice
- Članak u Encyclopaediji Britannici, pristupljeno 19. srpnja 2016.
- Povijest katedralnih škola u Engleskoj i Škotskoj, pristupljeno 19. srpnja 2016. Arhivirana inačica izvorne stranice od 13. svibnja 2015. (Wayback Machine), pristupljeno 19. srpnja 2016.
- Povijest katedralnih škola, pristupljeno 19. srpnja 2016.
- Povijest srednjovjekovnih sveučilišta, pristupljeno 19. srpnja 2016.